# Tetrafluoruro di selenio
Il tetrafluoruro di selenio è il composto inorganico di formula SeF4. In condizioni normali è un liquido incolore fumante che reagisce violentemente con l'acqua. È un composto tossico e corrosivo. Si può usare come agente fluorurante in chimica organica (fluorurazione di alcoli, acidi carbossilici e composti carbonilici); rispetto a SF4 è più vantaggioso perché richiede condizioni più blande ed è un liquido anziché un gas.

## Struttura
SeF4 è un composto molecolare; allo stato gassoso la molecola ha forma ad altalena, con simmetria C2v, analogamente a SF4. Questa struttura è in accordo con la teoria VSEPR, che prevede che la coppia di elettroni non condivisa occupi una posizione equatoriale in uno schema di base di bipiramide trigonale. La distanza tra l'atomo di selenio e gli atomi di fluoro assiali è di 177 pm, e l'angolo F–Se–F è di 169,2°. I due atomi di fluoro equatoriali hanno distanza di legame minore (168 pm) con un angolo F–Se–F di 100,6°. In soluzioni diluite questa struttura monomerica è la specie predominante, ma a concentrazione più elevata c'è evidenza di una debole associazione tra molecole SeF4, e attorno all'atomo di selenio si ha una coordinazione ottaedrica distorta. Anche allo stato solido l'atomo di selenio ha un intorno ottaedrico distorto.

## Sintesi
SeF4 fu descritto per la prima volta nel 1907 da Paul Lebeau, che lo ottenne facendo reagire selenio e fluoro:
{\displaystyle {\ce {Se + 2F2 -> SeF4}}}
SeF4 si può ottenere anche per fluorurazione del selenio con trifluoruro di cloro, o per reazione del tetrafluoruro di zolfo con diossido di selenio:
{\displaystyle {\ce {3Se + 4ClF3 -> 3SeF4 + 2Cl2}}}
{\displaystyle {\ce {SF4 + SeO2 -> SeF4 + SO2}}}

## Reattività
In HF, SeF4 si comporta come una base debole, più debole di SeF4 (Kb = 2 x 10–2) :
SeF4 + HF  ⇄ SeF3+ + [HF]2–           (Kb = 4 x 10–4)
Con SbF5, AsF5, NbF5, TaF5 e BF3 si formano addotti ionici contenenti cationi SeF3+.
Con CsF si forma invece l'anione SeF5–, che ha struttura di piramide a base quadrata simile alle specie isoelettroniche ClF5 e BrF5.
L'anione SeF62– si forma con fluoruro di esametilpiperidinio o fluoruro di 1,2-dimetilpropiltrimetilammonio; ha una struttura ottaedrica distorta, a differenza dell'analogo SeCl62– che ha struttura ottaedrica regolare.

## Sicurezza
SeF4 è un composto tossico e corrosivo, che reagisce violentemente con l'acqua. Provoca ustioni alla pelle, agli occhi, all'apparato respiratorio e a tutte le mucose.